# Alej československých parašutistů
Alej československých parašutistů je lipová alej podél polní cesty od obce Střížov k městysu Vladislav (asi 10 km od Třebíče). Vznikla na památku majora Jaroslava Krátkého, rodáka ze Střížova, jako vojenské pietní místo věnované československým vojákům, parašutistům, kteří byli v letech 1940–1945 vysíláni československou západní vládou ve Velké Británii na území protektorátu Čechy a Morava.

## Vznik a popis
Vznik aleje inicioval spolek VETERANS – Váleční veteráni České republiky, z.s. a jeho předseda Tomáš Sláma v návaznosti na svůj projekt "Muži plukovníka Moravce", jehož hlavním posláním je připomínat československé vojáky – parašutisty, příslušníky československé západní armády ve Velké Británii, kteří se aktivně podíleli na osvobození Československa od nacistické okupace. Na realizaci projektu se rovněž podíleli manželka Tomáše Slámy, rodiny parašutistů, město Třebíč, městys Vladislav a Kamenice, obce Střížov, Rešice, Dolní Vilémovice a ostatní blízké obce, společnost Odordomi i široká veřejnost.

Alej je dlouhá 700 m. Každý strom je věnován památce konkrétního vojáka-parašutisty. Ke stromům jsou umístěny informační tabulky s údaji o každé osobnosti (jméno, příjmení, název paraskupiny, datum a místo narození a úmrtí). Do budoucna se chystá doplnění patronů jednotlivých stromů či QR kódů s odkazy na doplňující informace. Alej byla oficiálně založena 21. října 2023 a je volně přístupná. První strom je věnován generálu Františku Moravcovi, druhý pak Jaroslavu Krátkému. Výsadba probíhala v postupně, celkem zde poroste 86 lip věnovaných 86 mužům, z nichž se 44 nedožilo konce války. Dne 12. dubna 2025 proběhla poslední třetí etapa výsadby a alej byla slavnostně odhalena.

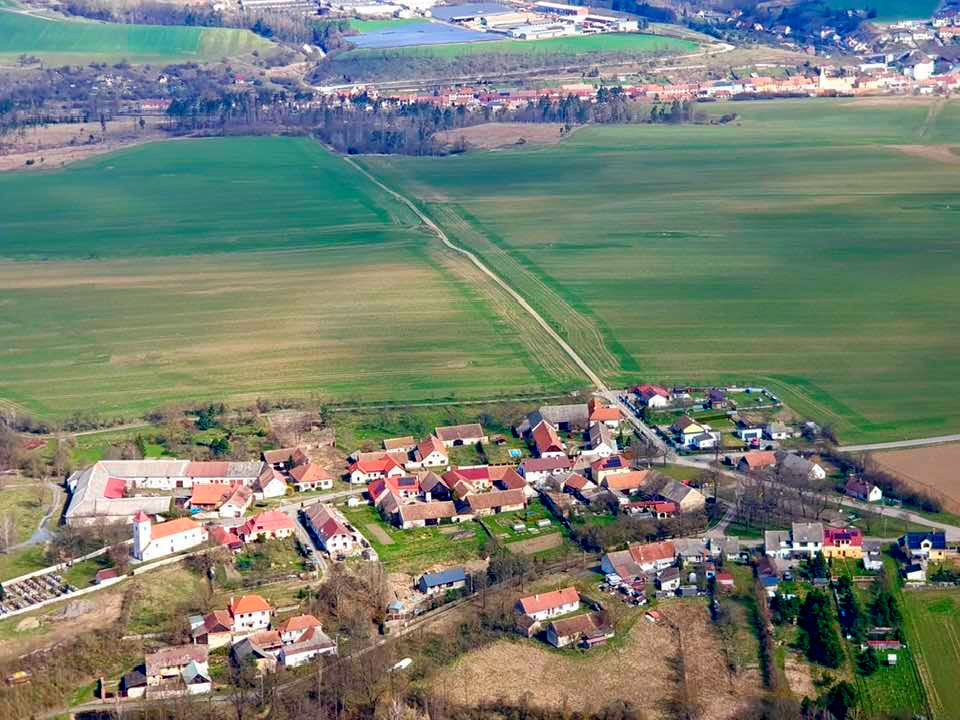
Pohled na alej z ptačí perspektivy od Střížova
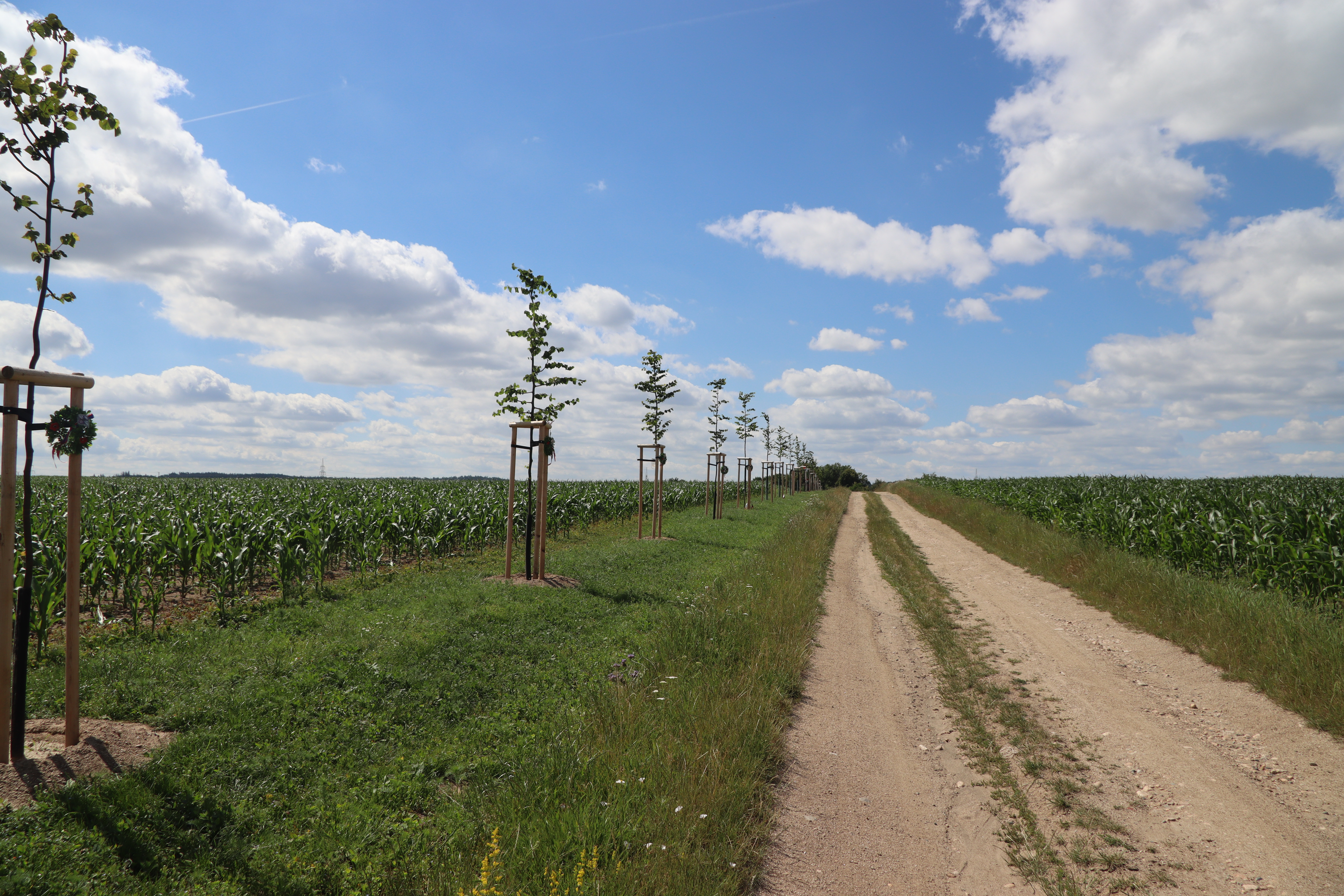
Celkový pohled
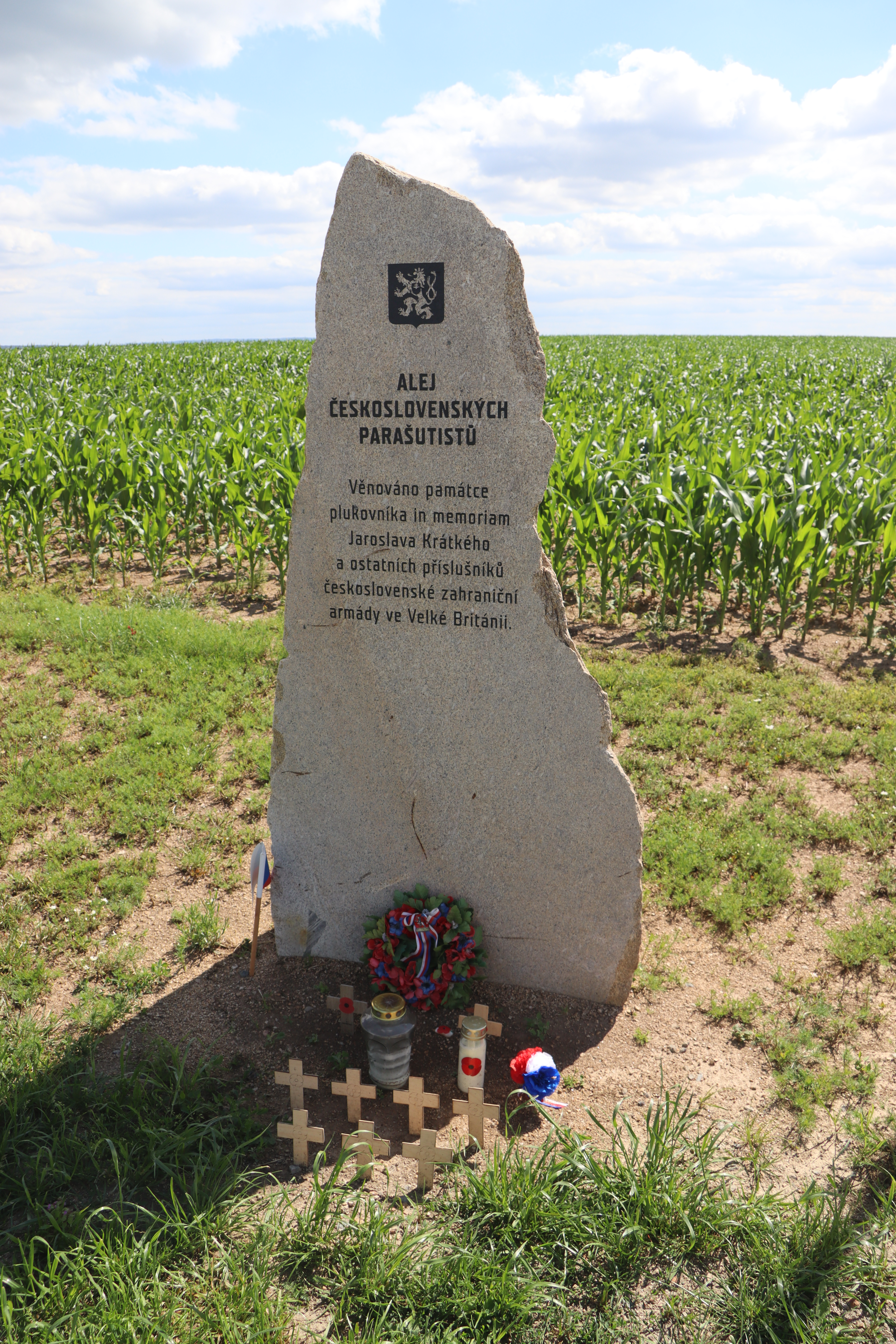
Památník Jaroslava Krátkého a československých parašutistů
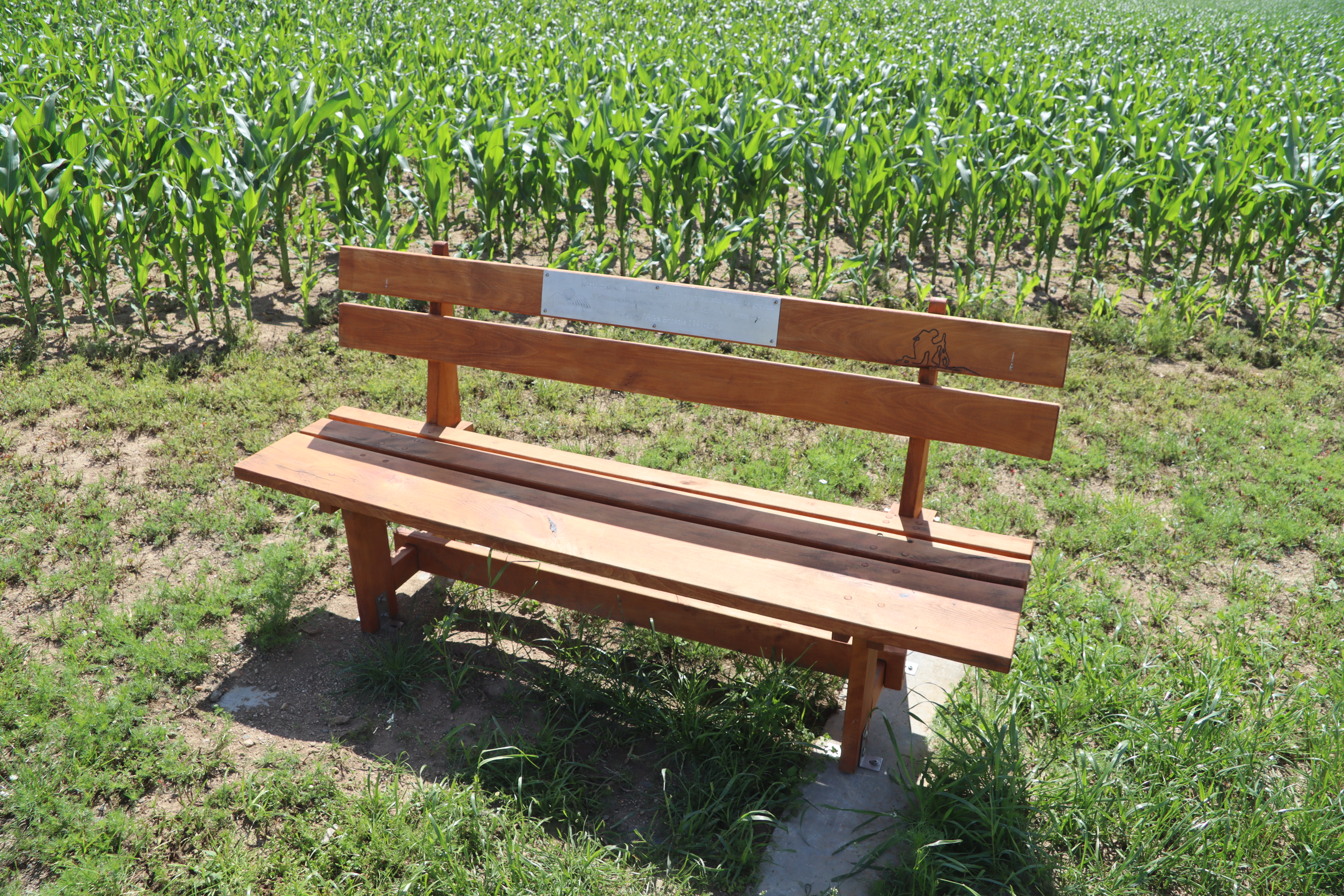
Památková lavička
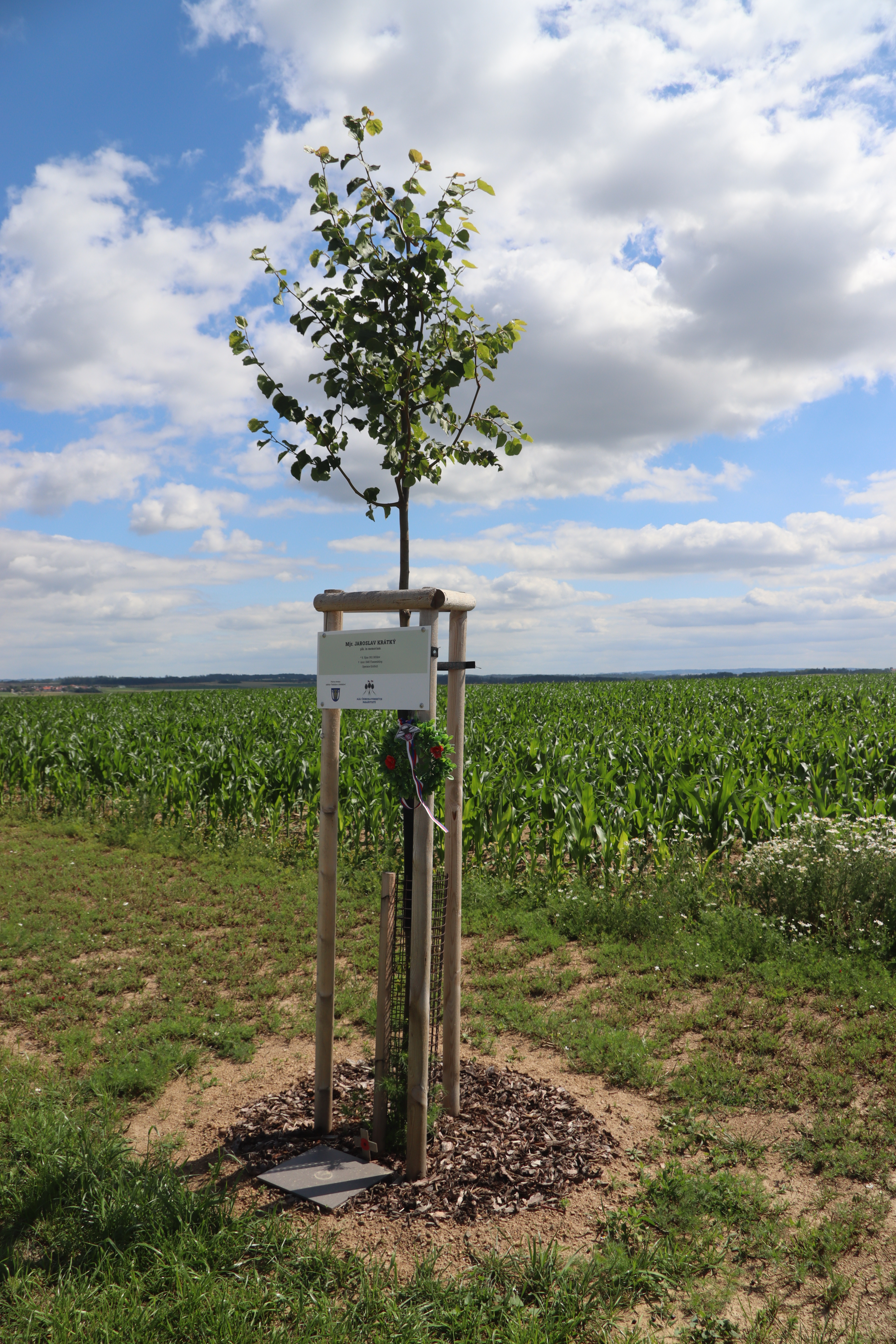
Strom Jaroslava Krátkého
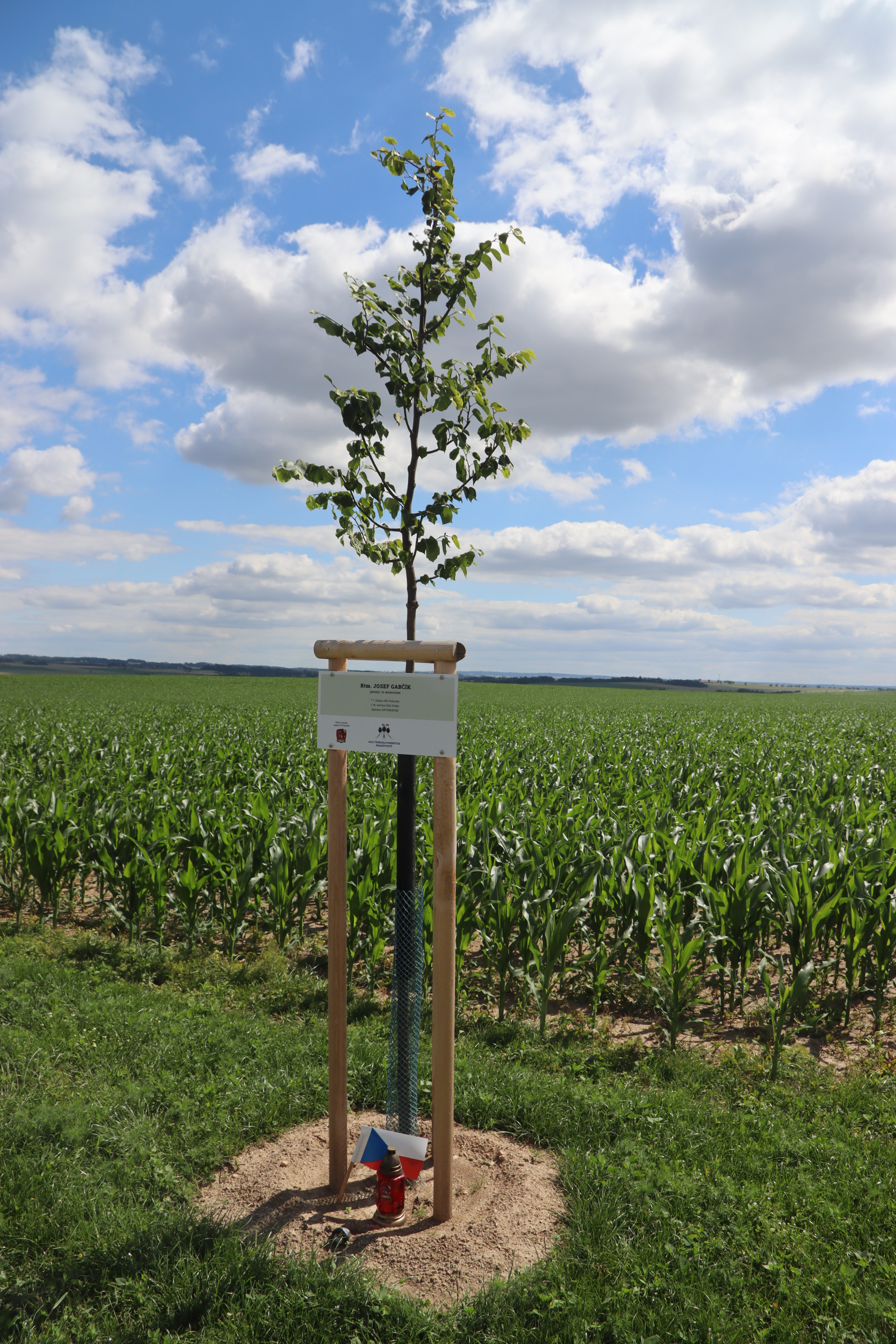
Strom Josefa Gabčíka
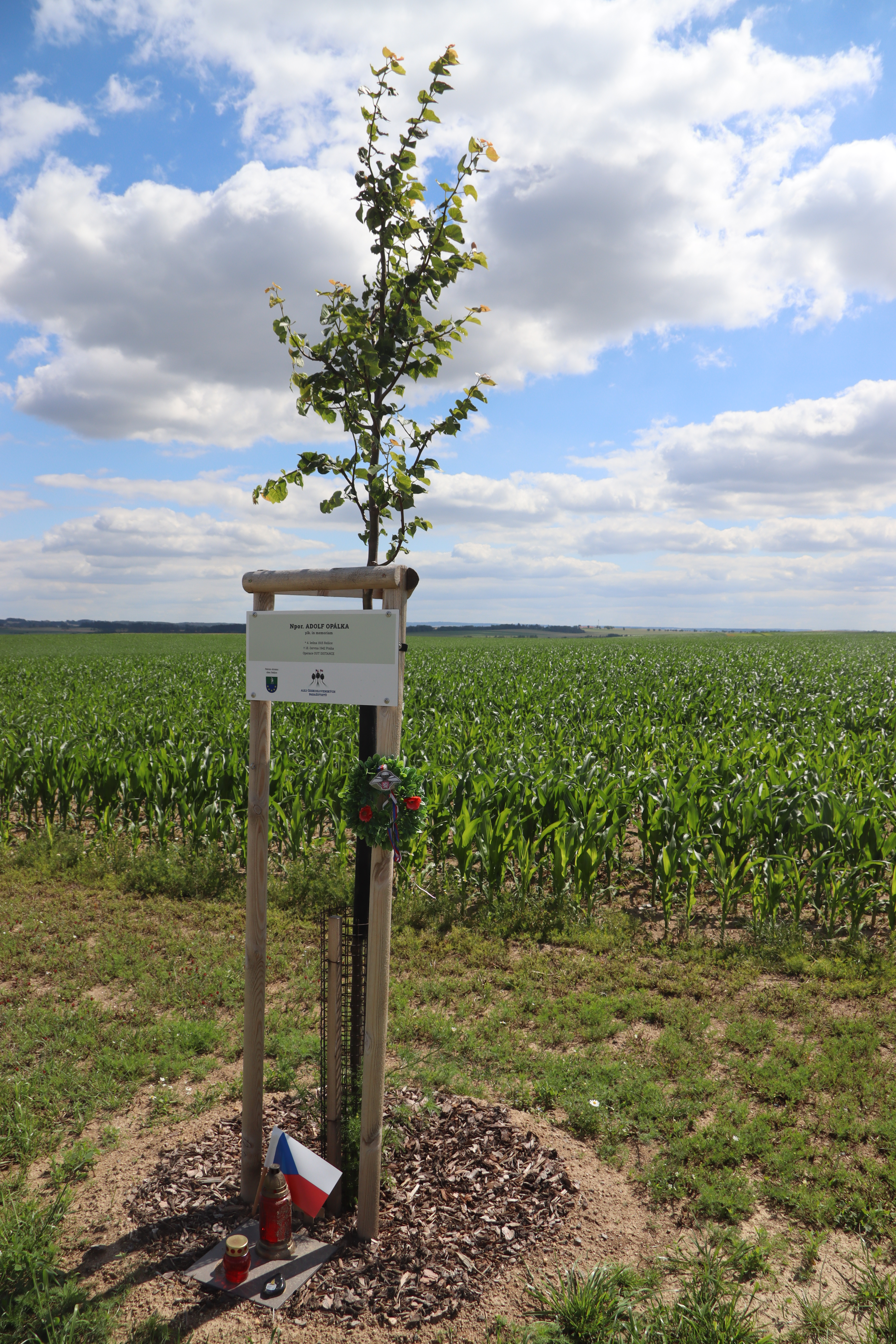
Strom Adolfa Opálky
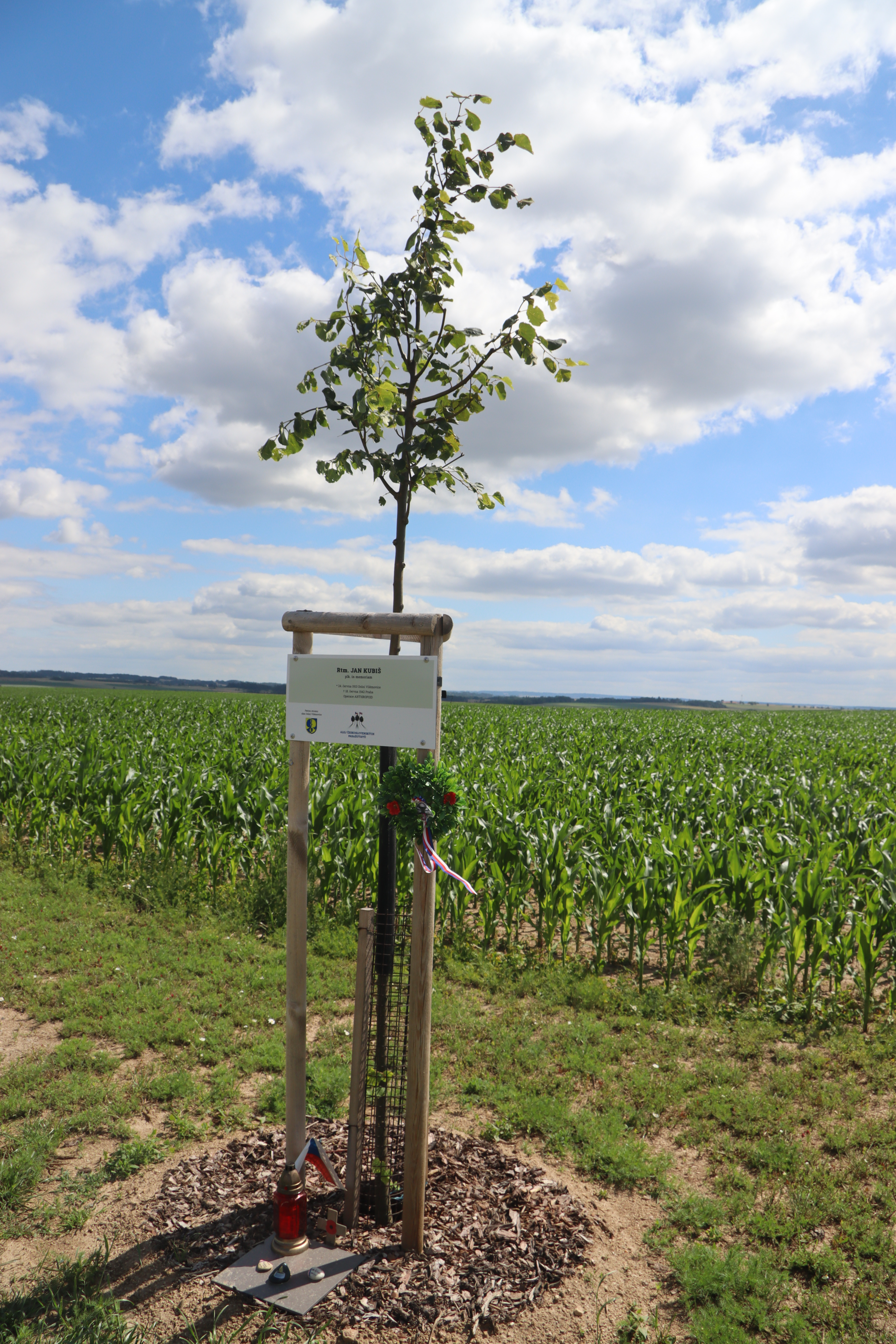
Strom Jana Kubiše

## Etapy výsadby

### Etapa 1 – 21. října 2023
Vysazeno bylo 9 stromů věnovaných těmto mužům:
1. František Moravec (1895–1966), vedoucí II. (zpravodajského) odboru exilového Ministerstva národní obrany v Londýně
2. Jaroslav Krátký (1911–1945), operace Karas
3. Jan Kubiš (1913–1942), operace Anthropoid
4. Jan Bartejs (1912–1963), operace Potash
5. František Široký (1912–1976), operace Calcium
6. Adolf Opálka (1915–1942), operace Out Distance
7. František Pospíšil (1919–1944), operace Bivouac
8. Leopold Musil (1911–1997), operace Tungsten
9. Josef Šandera (1912–1945), operace Barium

### Etapa 2 – 6. dubna 2024
Během 2. etapy bylo vysazeno dalších 40 stromů:
10. Otmar Riedl (1914–1994), operace Benjamin
11. František Pavelka (1920–1943), operace Percentage
12. Josef Gabčík (1912–1942), operace Anthropoid
13. Alfréd Bartoš (1916–1942), operace Silver A
14. Josef Valčík (1914–1942), operace Silver A
15. Jiří Potůček (1919–1942), operace Silver A
16. Jan Zemek (1915–1994), operace Silver B
17. Vladimír Škacha (1920–1987), operace Silver B
18. Ivan Kolařík (1920–1942), operace Out Distance
19. Oldřich Pechal (1913–1942), operace Zinc
20. Arnošt Mikš (19123–1942), operace Zinc
21. Bohuslav Kouba (1911–1942), operace Bioscop
22. Josef Bublík (1920–1942), operace Bioscop
23. Jan Hrubý (1915–1942), operace Bioscop
24. Jindřich Čoupek (1918–1942), operace Bivouac
25. Libor Zapletal (1920–1944), operace Bivouac
26. Oldřich Dvořák (1923–1942), operace Steel
27. Bohuslav Grabovský (1917–1944), operace Intransitive
28. Vojtěch Lukaštík (1921–1943), operace Intransitive
29. Ludvík Cupal (1915–1943), operace Tin
30. Jaroslav Švarc (1914–1942), operace Tin
31. František Závorka (1911–1943), operace Antimony
32. Stanislav Srazil (1919–1944), operace Antimony
33. Lubomír Jasínek (1922–1943), operace Antimony
34. Jaroslav Odstrčil (1912–1944), operace Calcium
35. Josef Gemrot (1911–1955), operace Calcium
36. Karel Niemczyk (1914–2004), operace Calcium
37. Josef Žižka (1913–1945), operace Barium
38. Tomáš Býček (1910–1986), operace Barium
39. Oldřich Janko (1910–1945), operace Sulphur
40. Bohumil Bednařík (1911–1973), operace Chalk
41. Vladimír Hauptvogel (1914–1944), operace Chalk
42. Antonín Bartoš (1910–1998), operace Clay
43. Čestmír Šikola (1919–2008), operace Clay
44. František Kobzík (1914–1944), operace Carbon
45. Josef Machovský – Vrbka (1917–1991), operace Potash
46. Břetislav Chrastina (1901–1971), operace Spelter
47. Jaroslav Kotásek (1917–1944), operace Spelter
48. Josef Otisk (1911–1986), operace Wolfram

49. Josef Černota (1916–2001), operace Wolfram

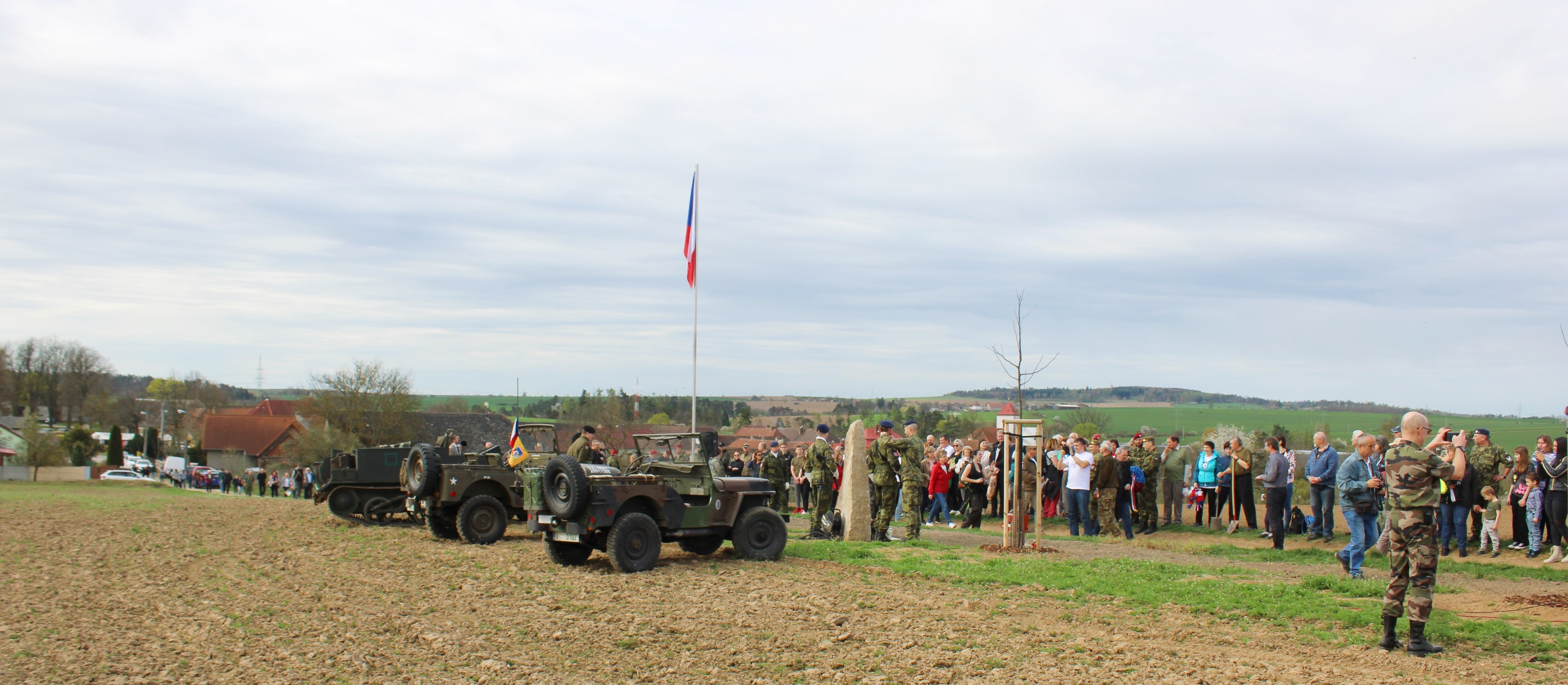
Zahájení 2. etapy výsadby 6. dubna 2024
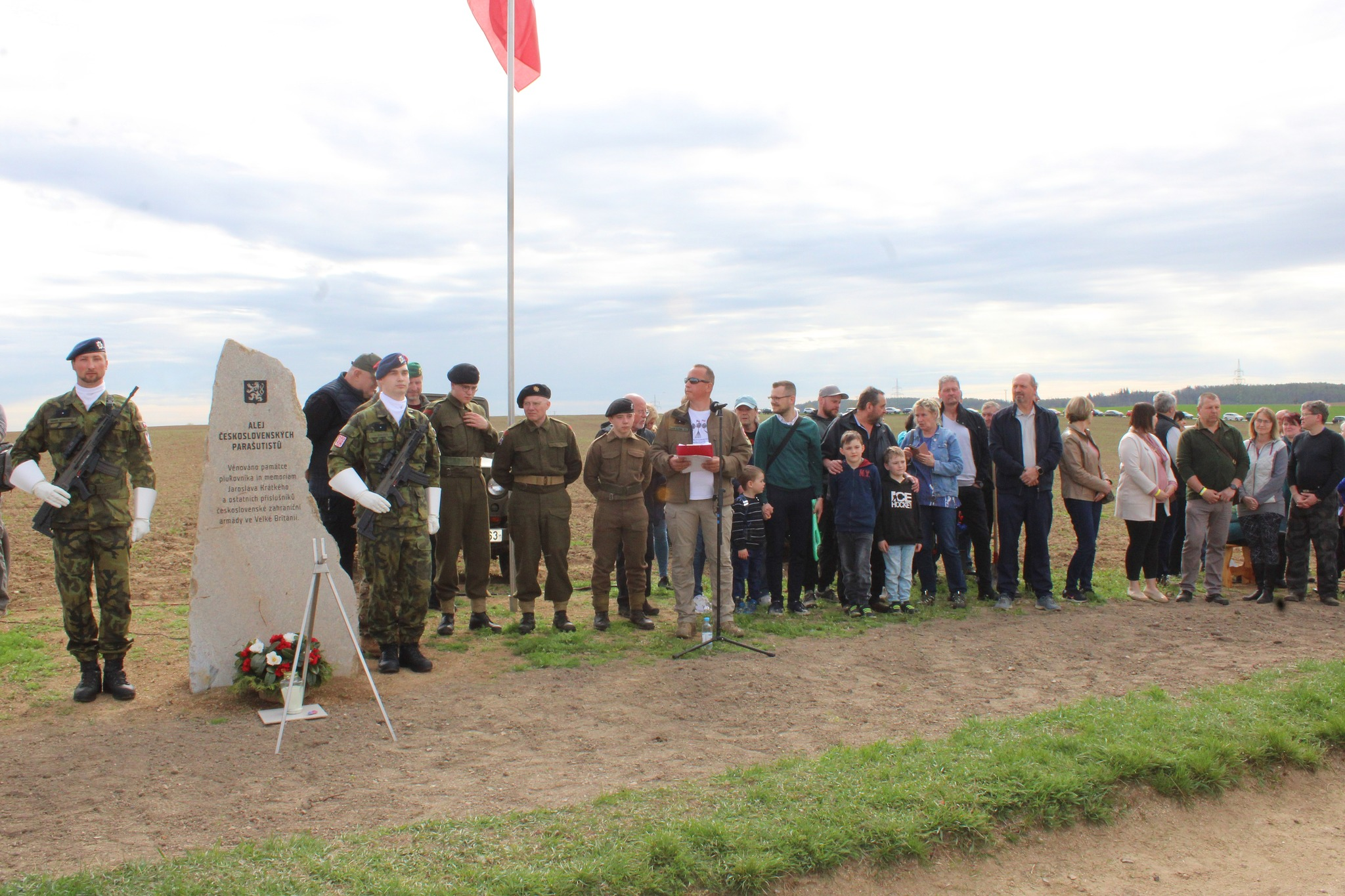
Zahájení 2. etapy výsadby 6. dubna 2024
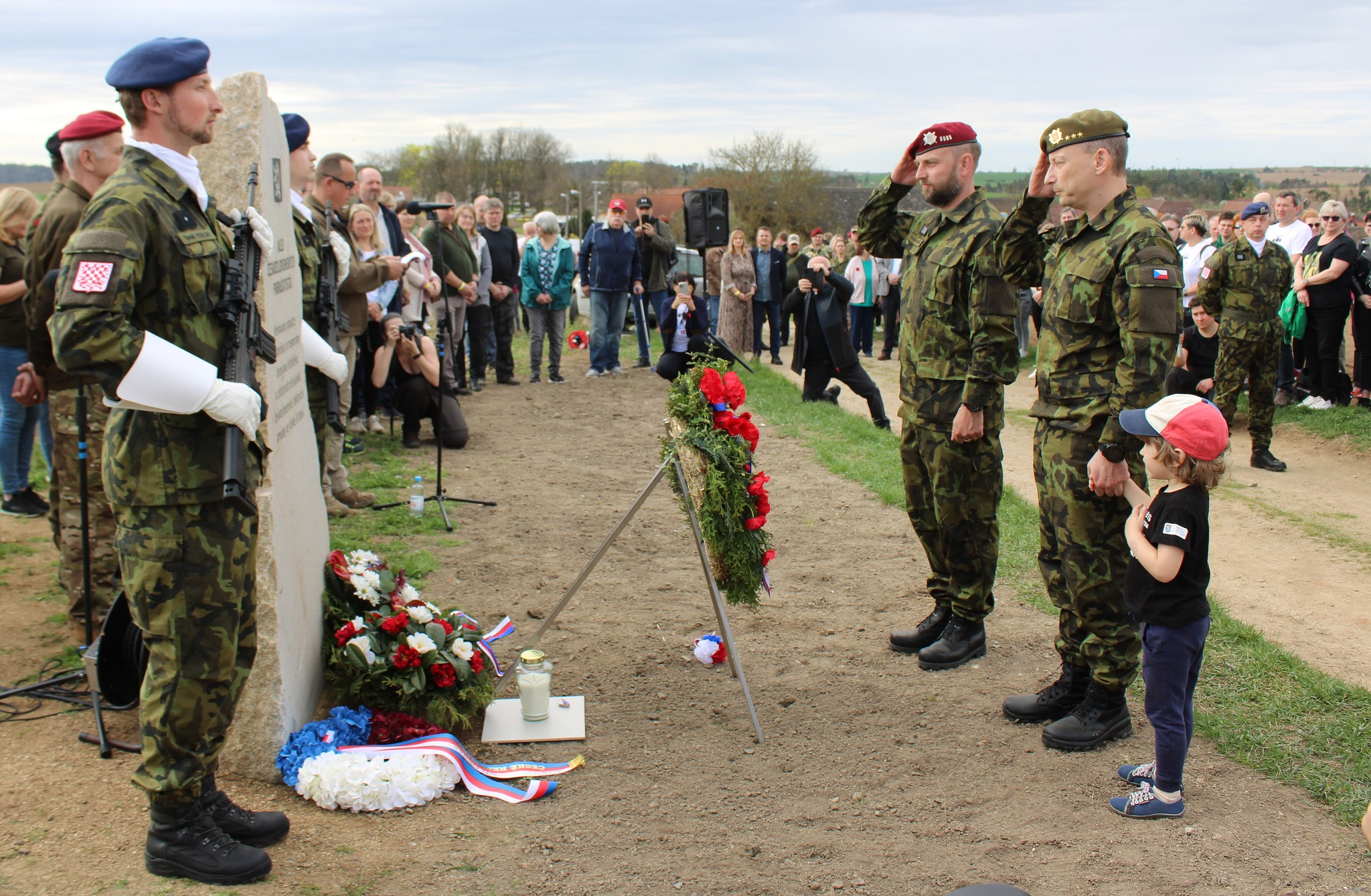
Zahájení 2. etapy výsadby 6. dubna 2024
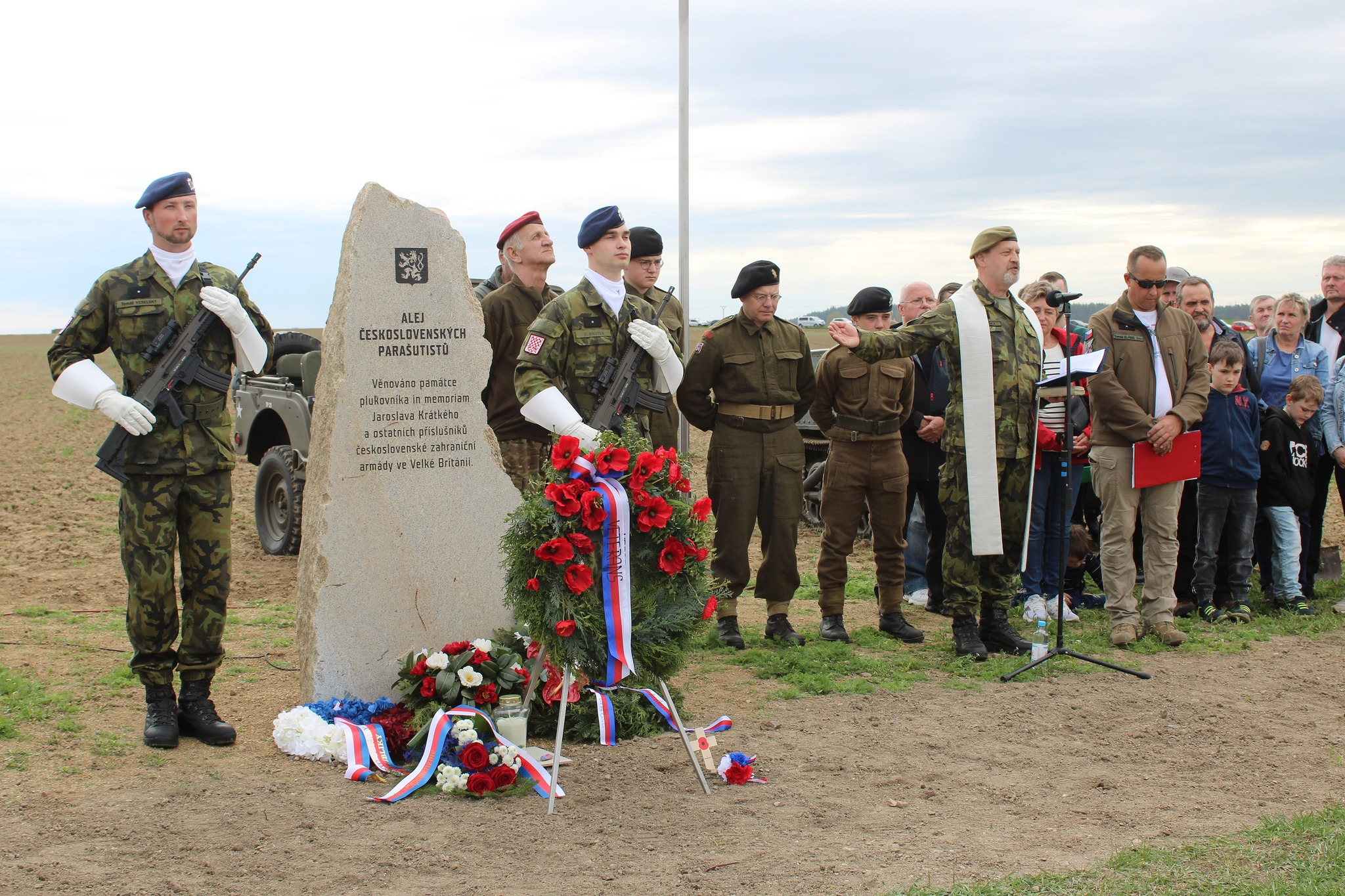
Zahájení 2. etapy výsadby 6. dubna 2024
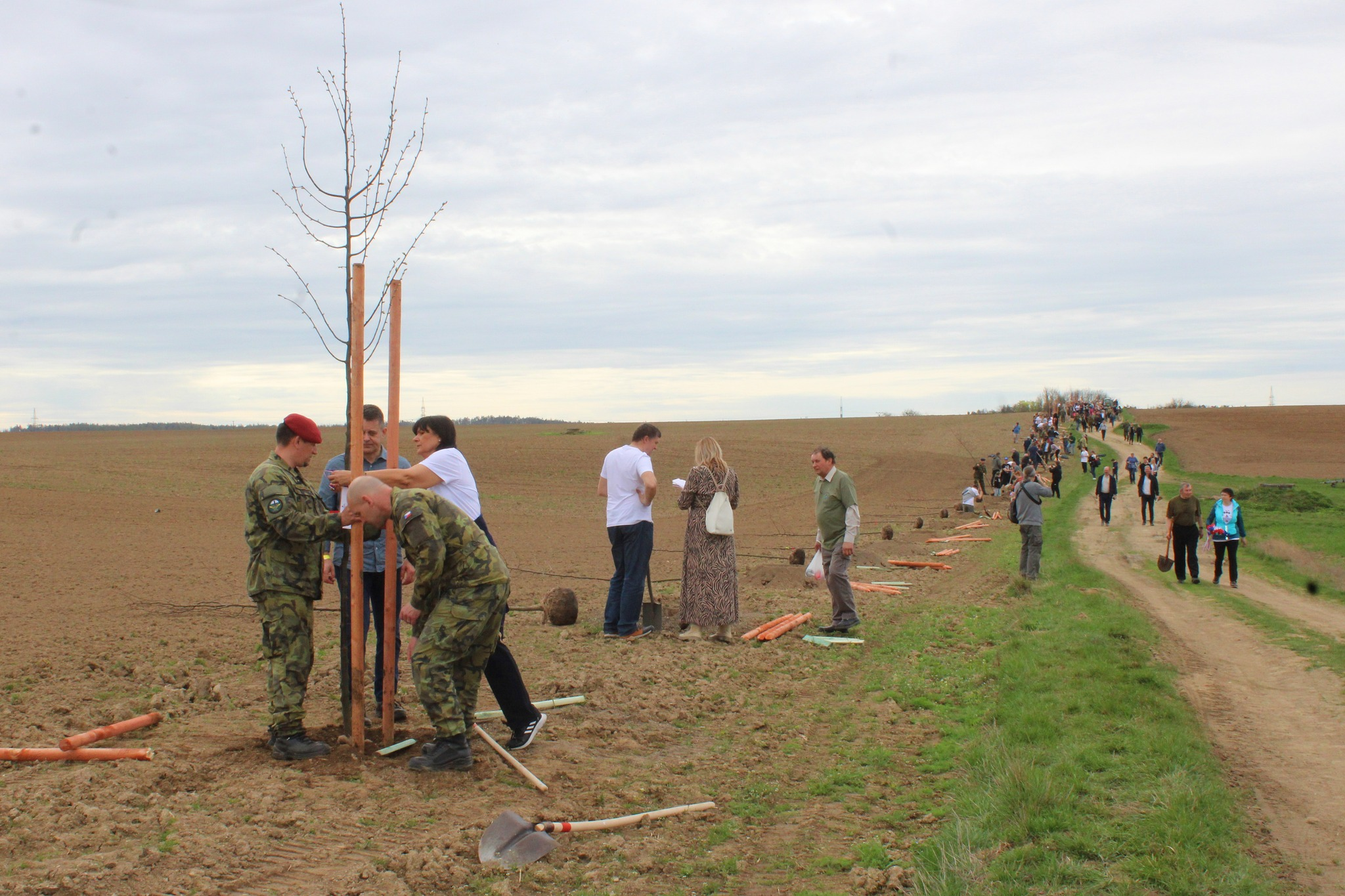
Sázení stromů během 2. etapy 6. dubna 2024
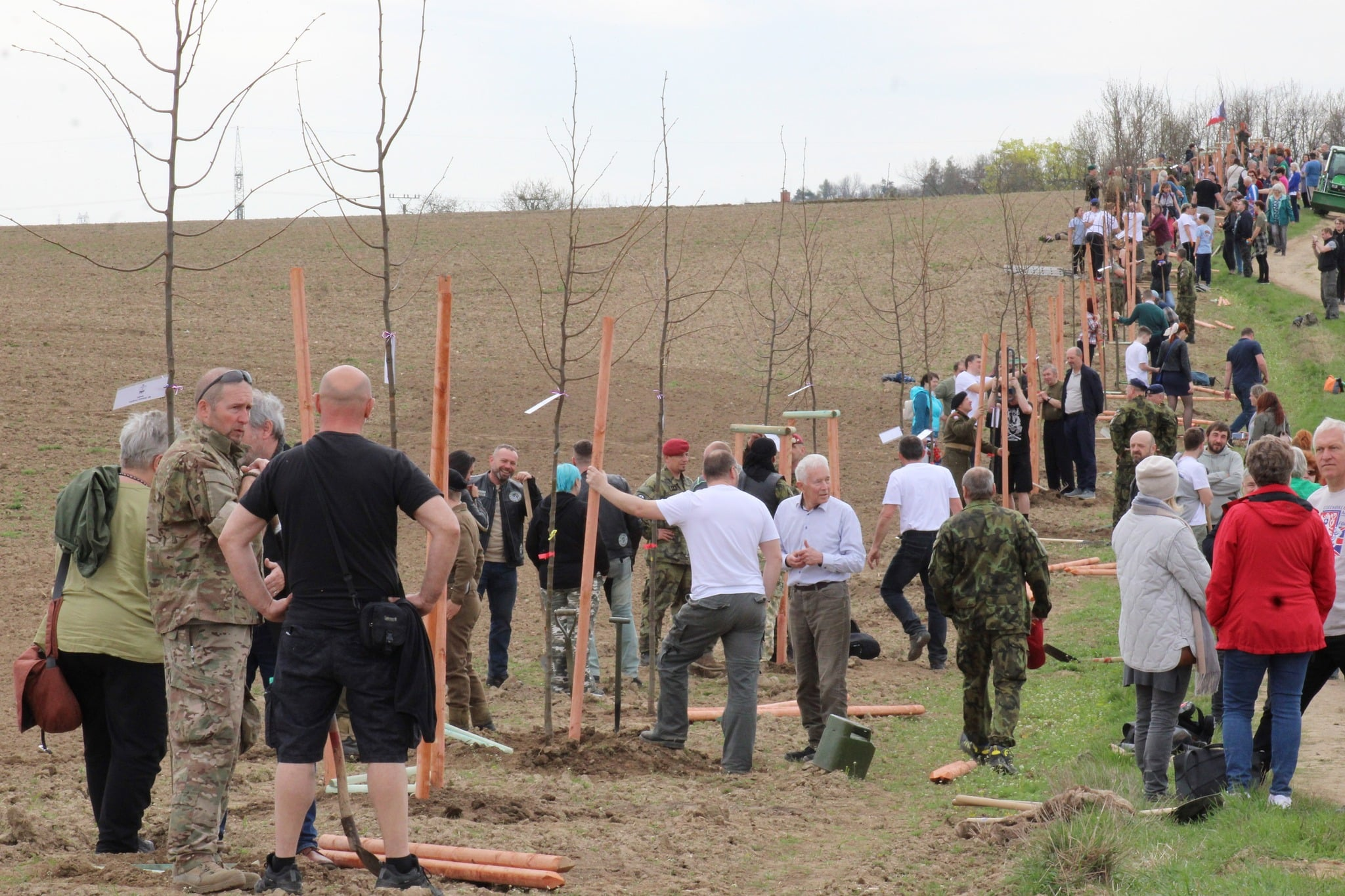
Sázení stromů během 2. etapy 6. dubna 2024
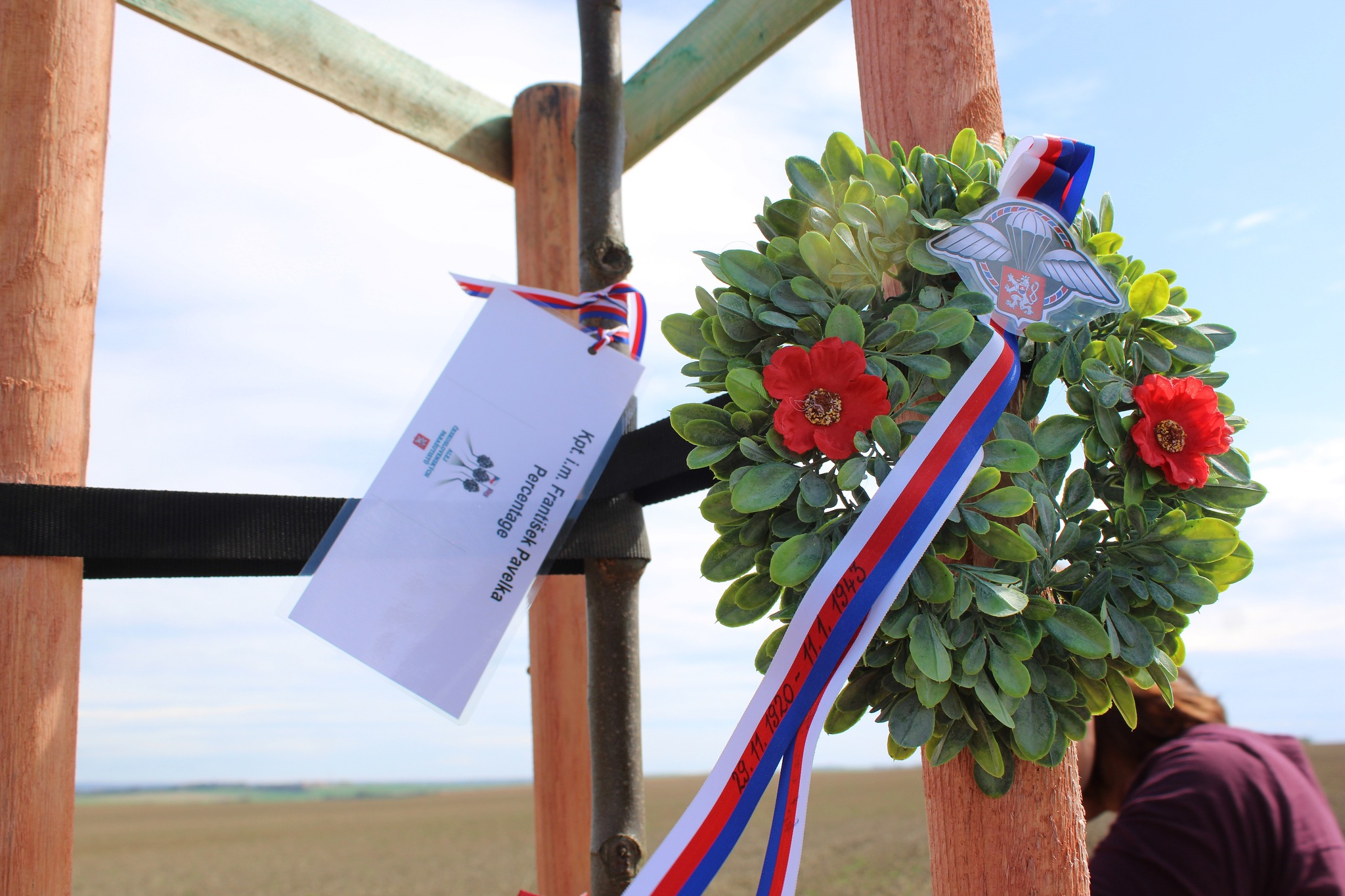
Strom Františka Pavelky po vysazení 6. dubna 2024
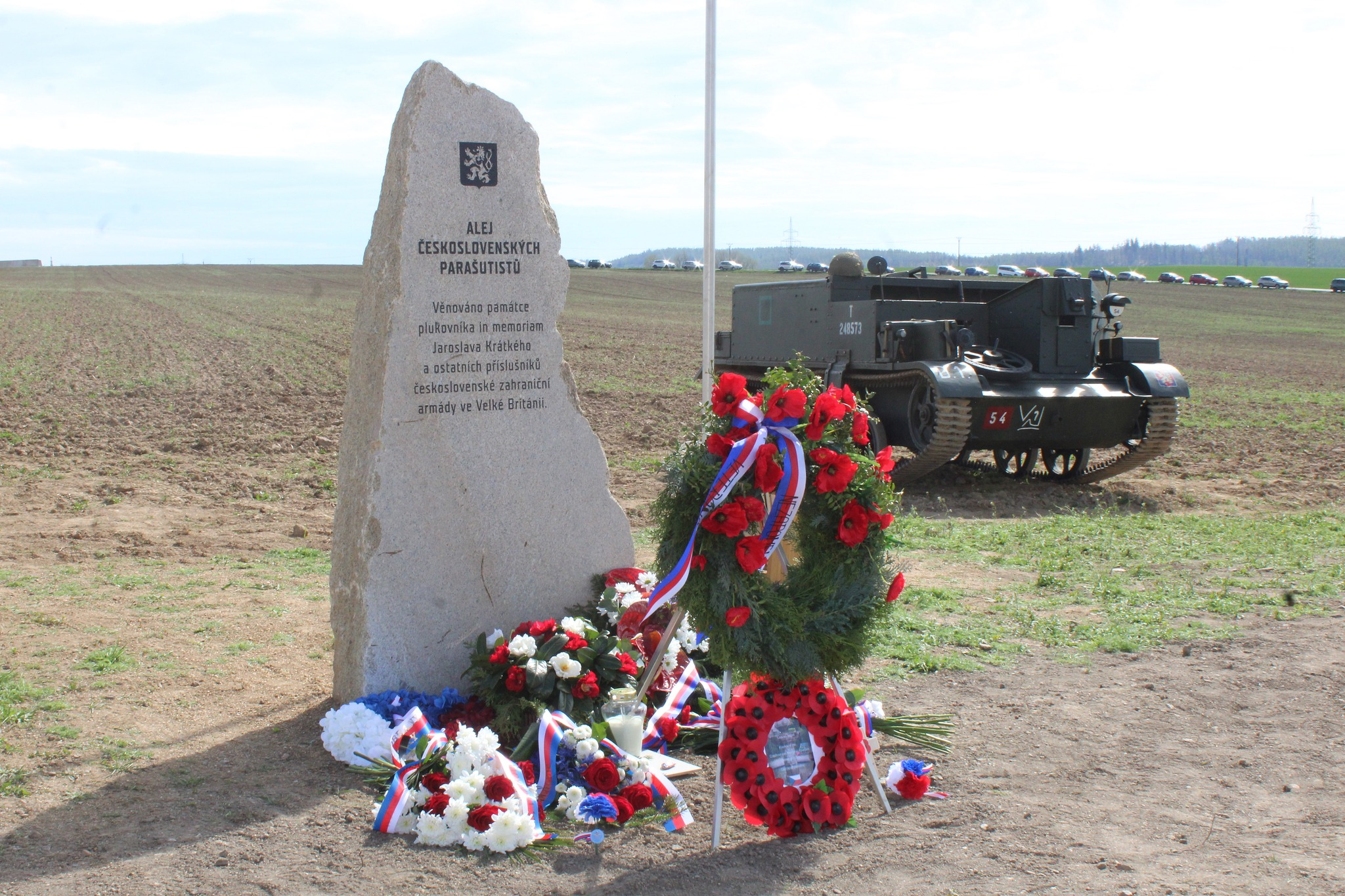
Památník Jaroslava Krátkého po výsadbě 6. dubna 2024
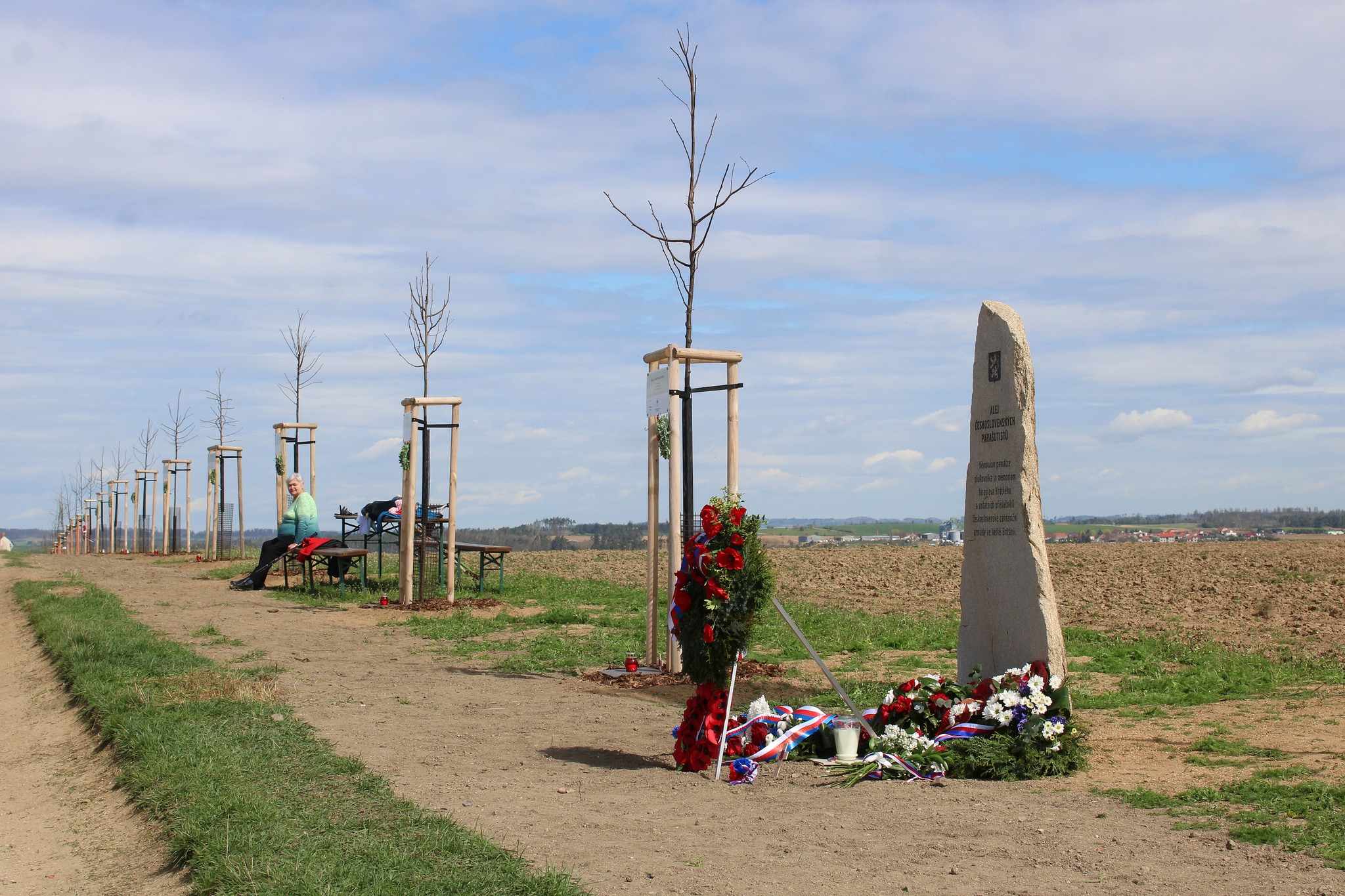
Pohled na památník a alej po výsadbě 6. dubna 2024

### Etapa 3 – 12. dubna 2025
Po poslední 3. výsadbě přibylo v aleji 38 stromů:
seznam bude doplněn, zatím není k dispozici...

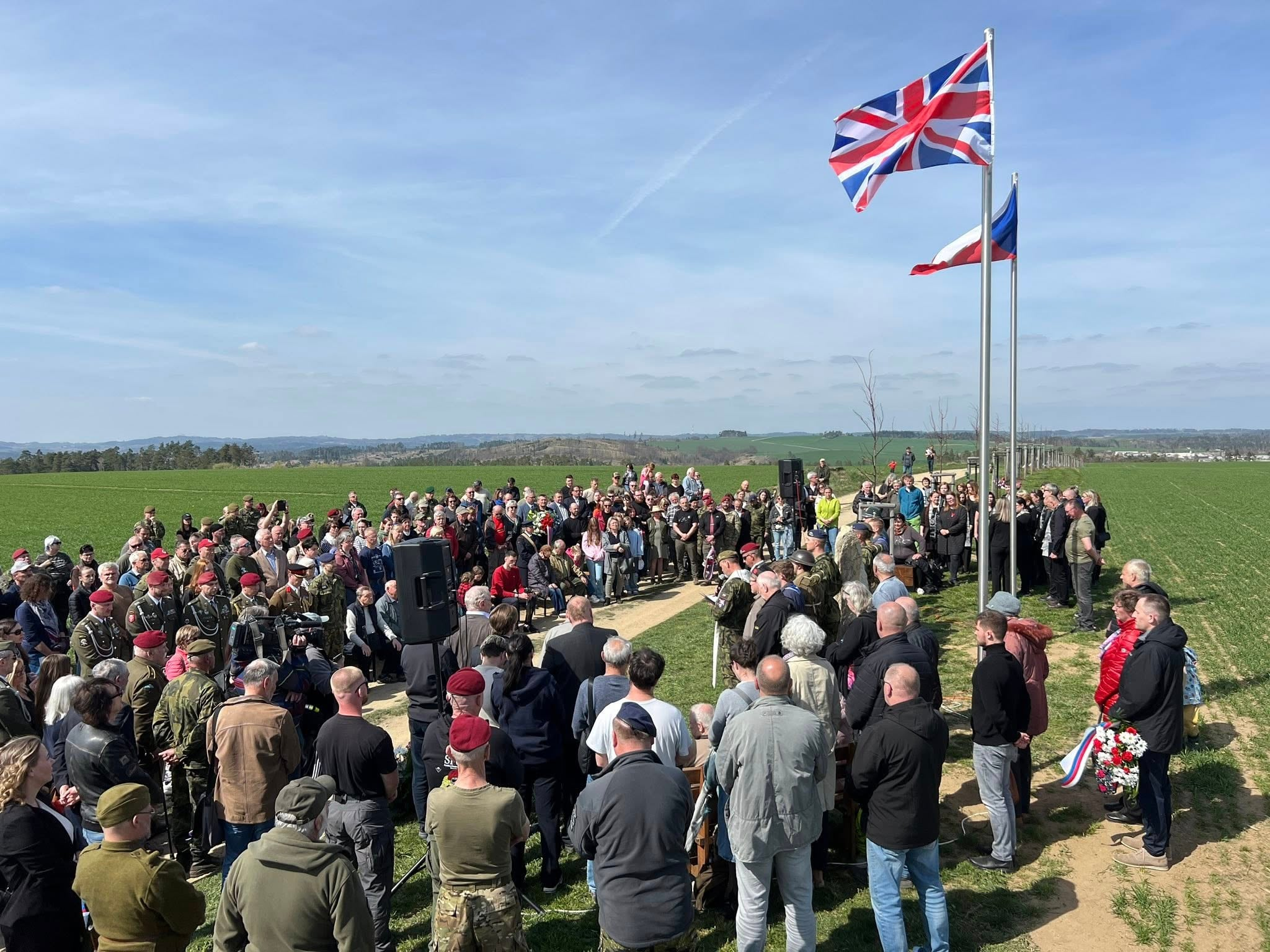
Slavnostní odhalení aleje 12. dubna 2025
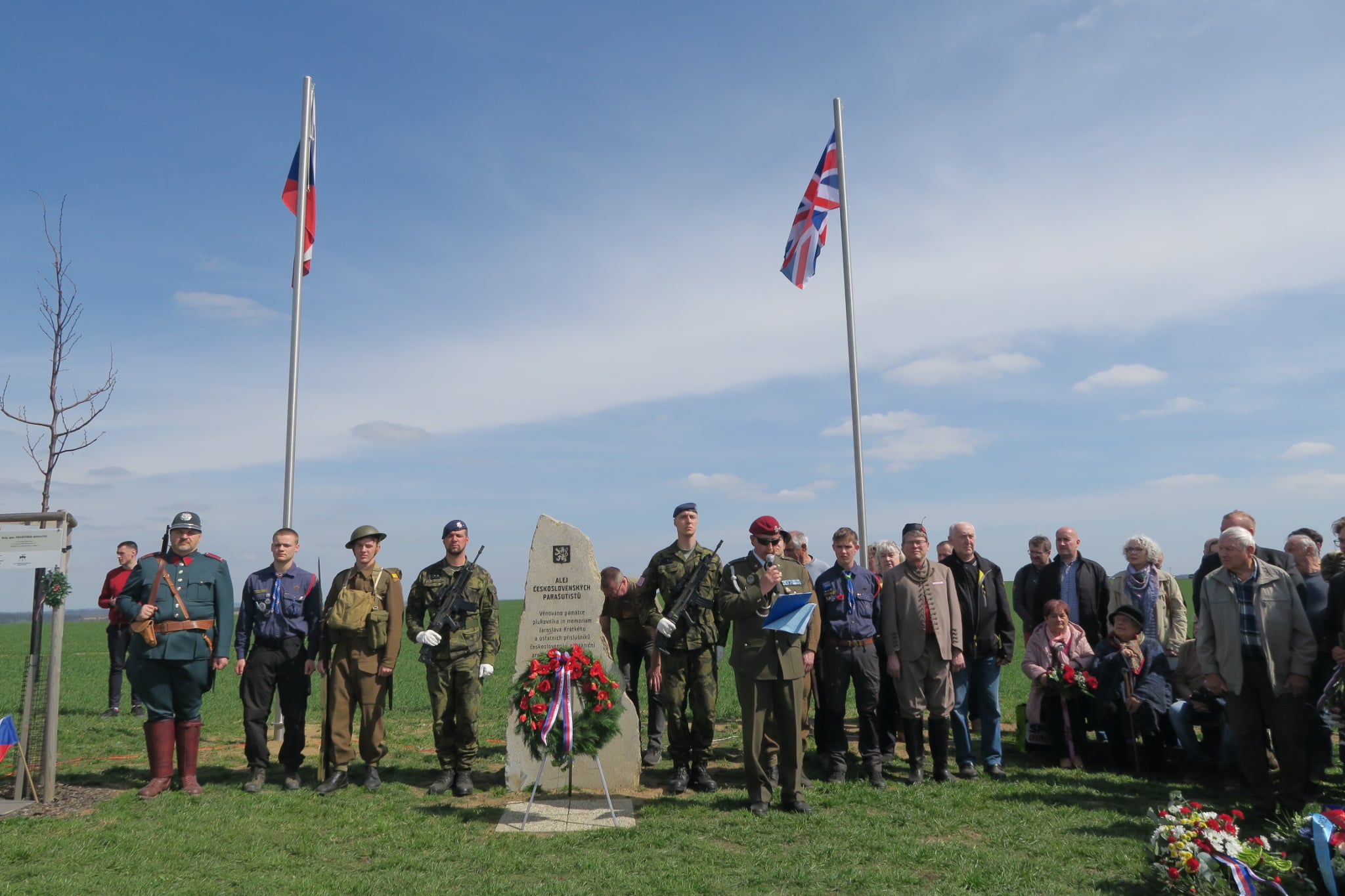
Slavnostní odhalení aleje 12. dubna 2025
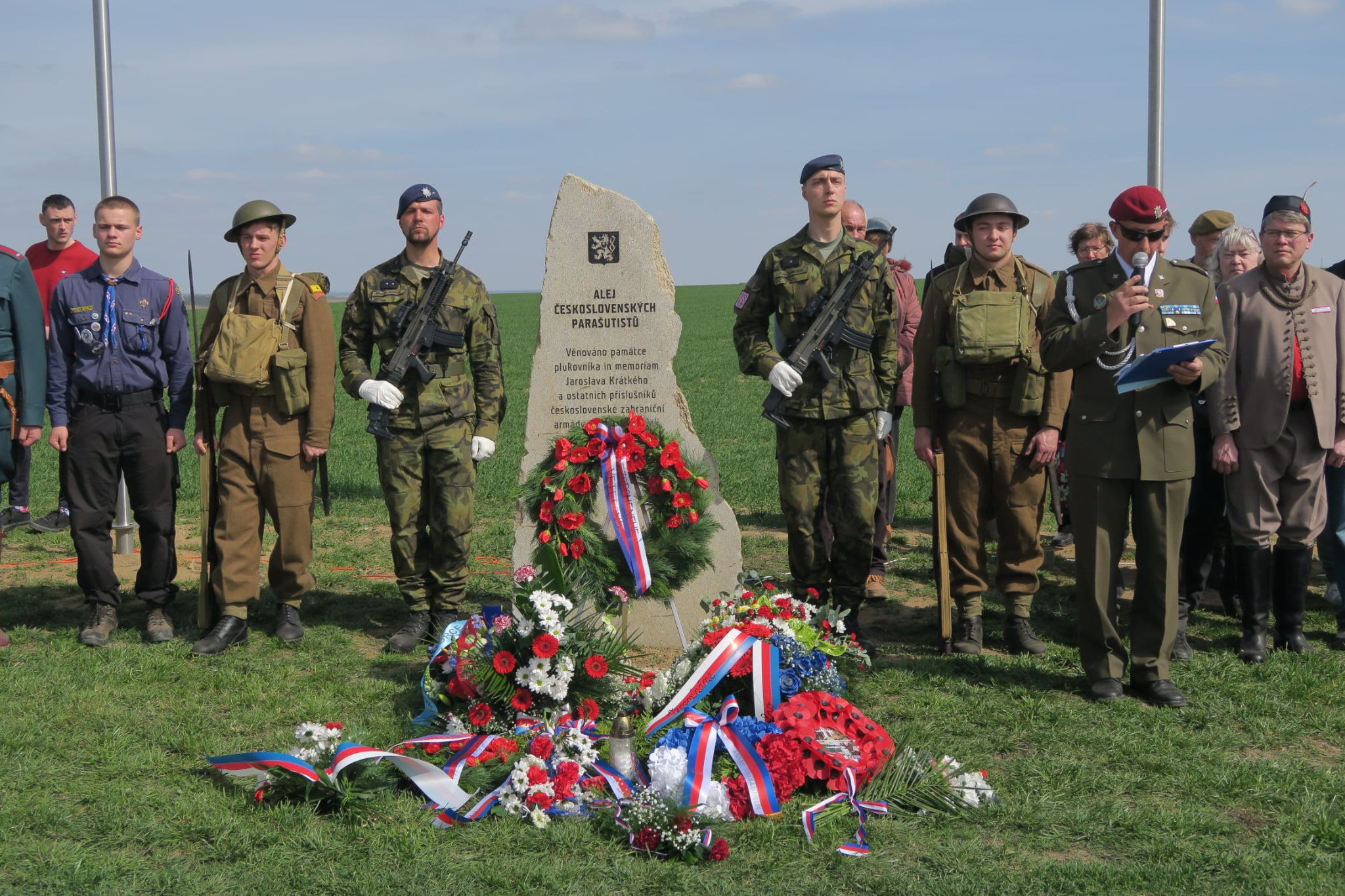
Slavnostní odhalení aleje 12. dubna 2025
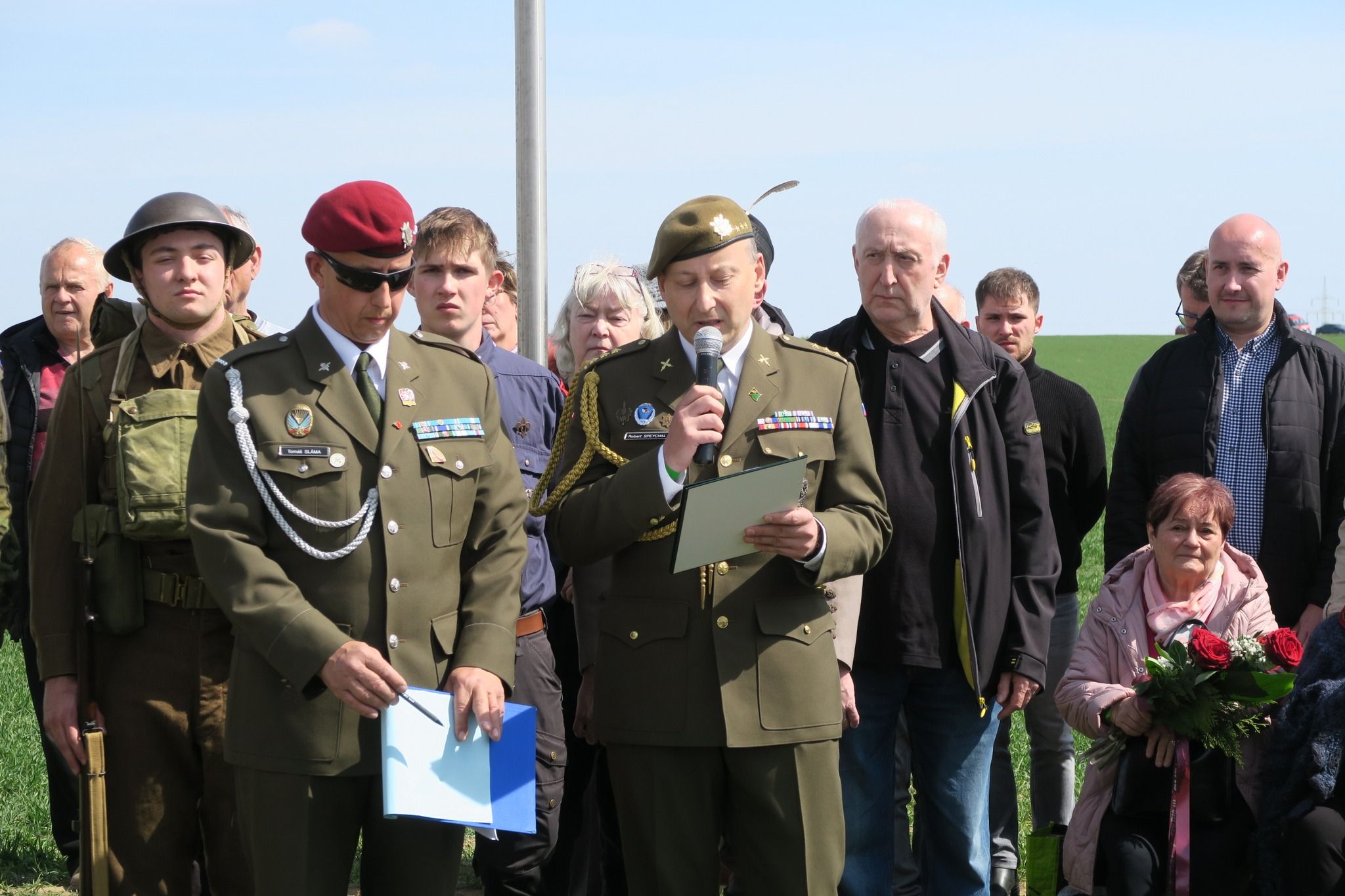
Slavnostní odhalení aleje 12. dubna 2025
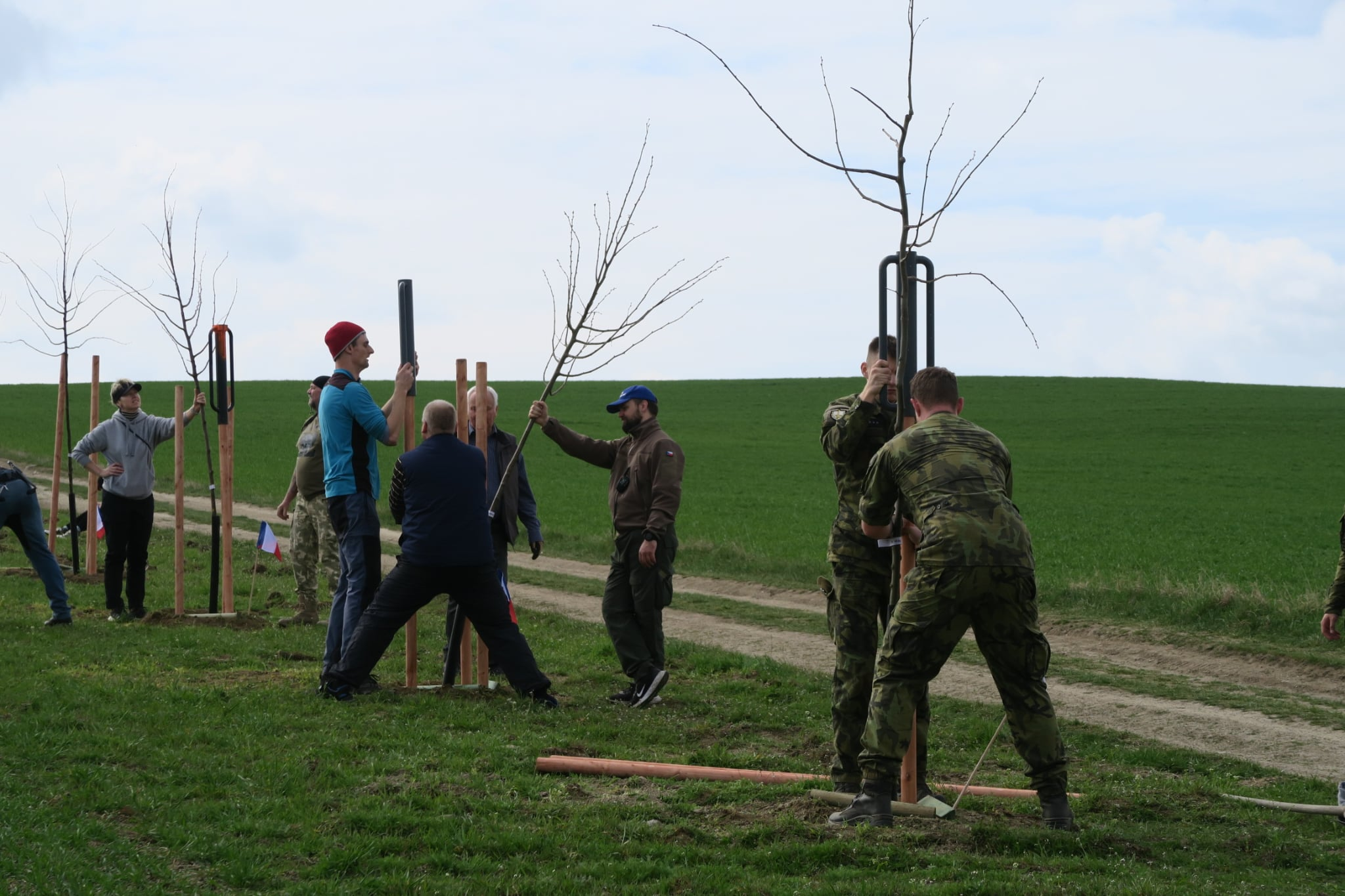
Sázení stromů během 3. etapy 12. dubna 2025
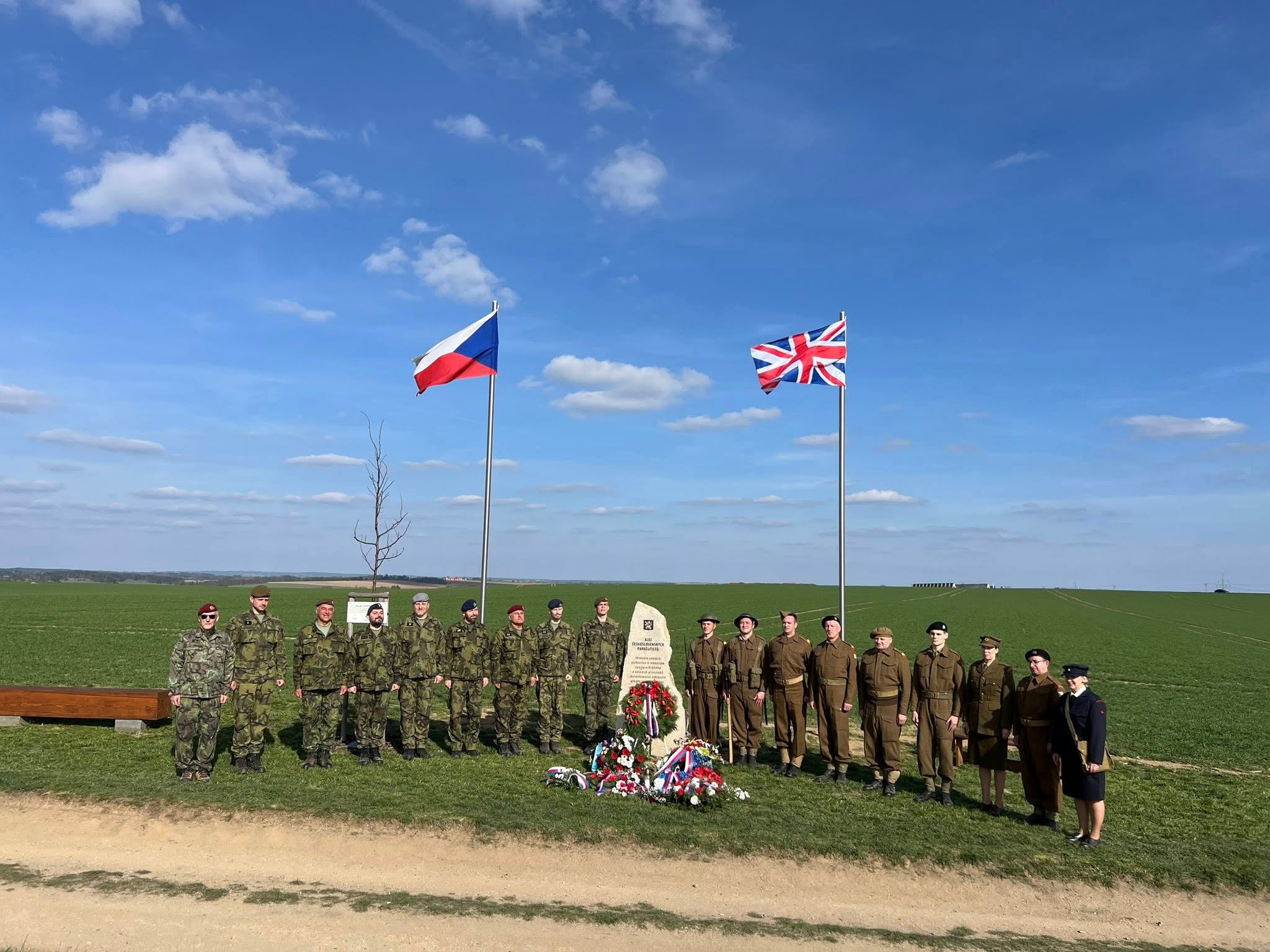
Alej po slavnostním odhalení 12. dubna 2025
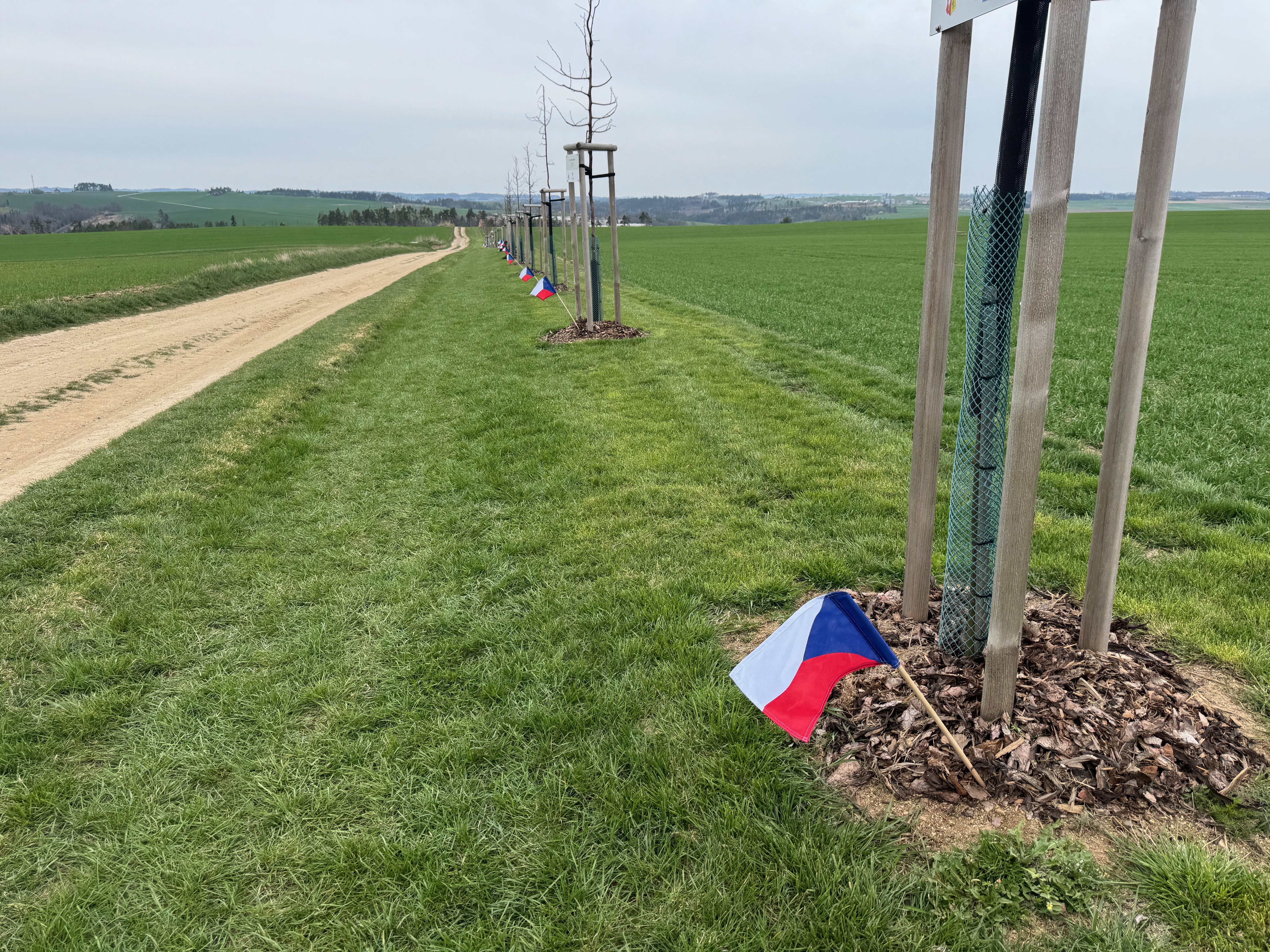
Pohled na alej s českými vlaječkami po sázení nových stromů v dubnu 2025
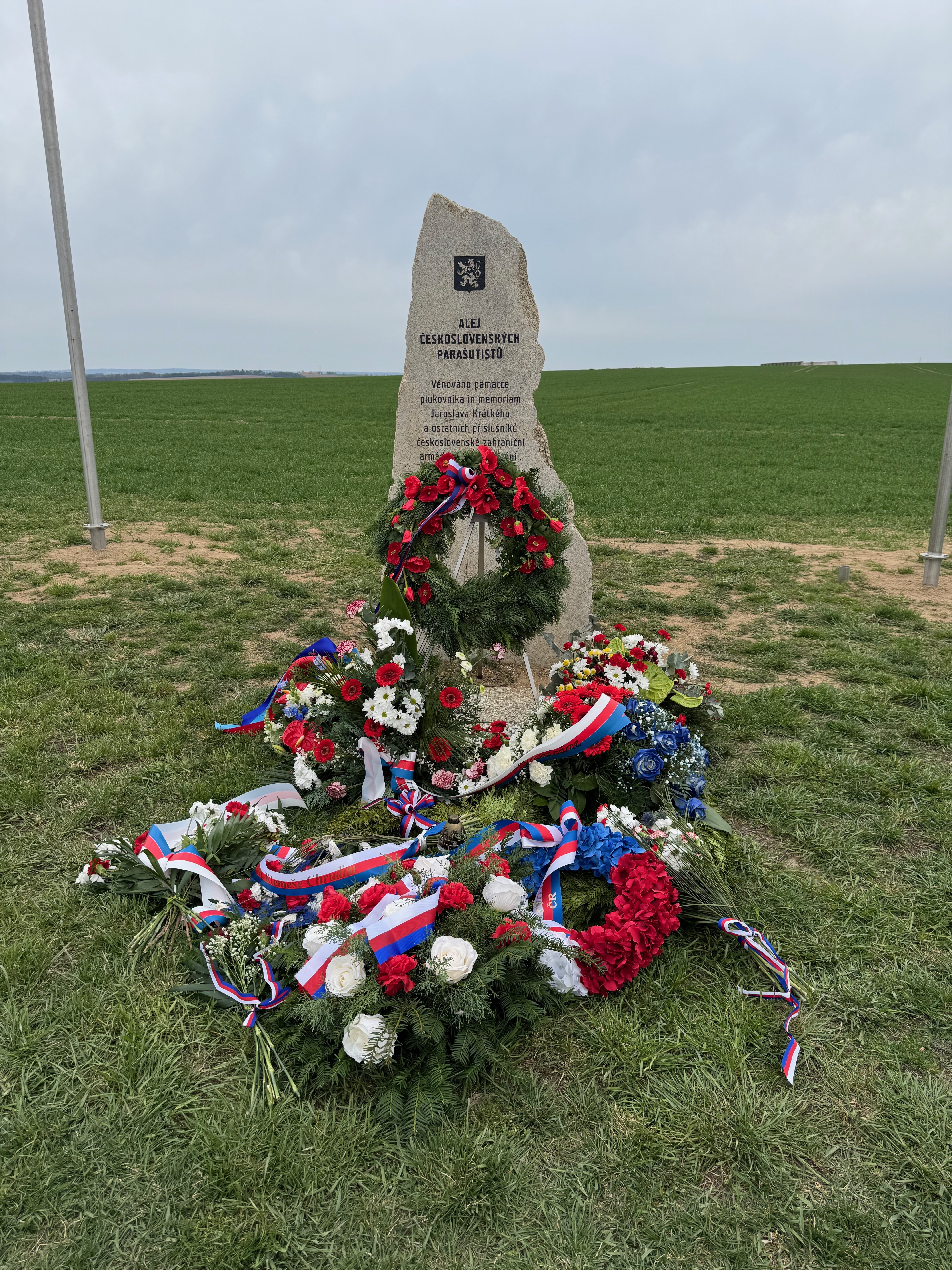
Památník Jaroslava Krátkého po sázení nových stromů v dubnu 2025
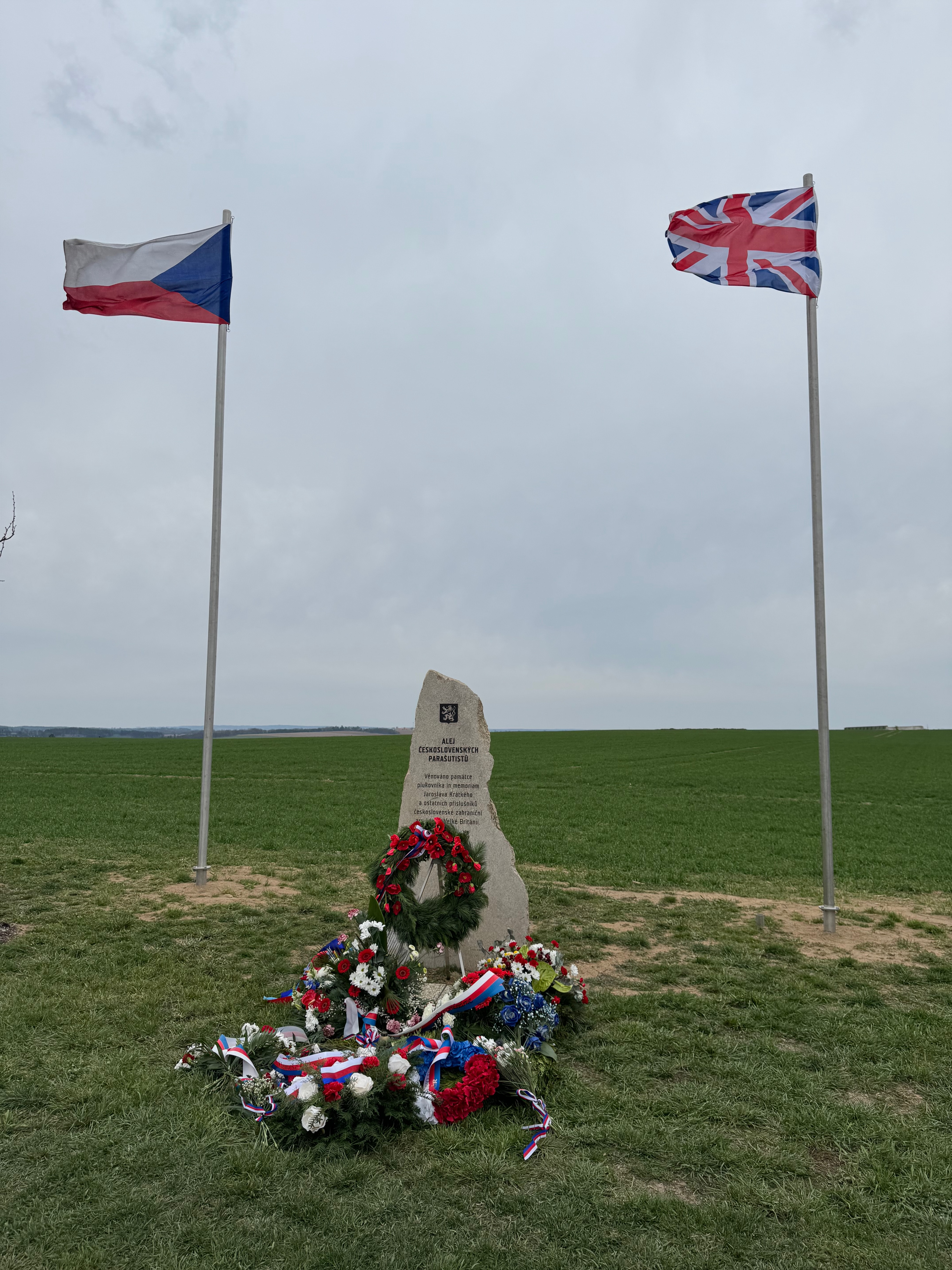
Památník Jaroslava Krátkého po sázení nových stromů v dubnu 2025